# Ходжаназаров, Имомназар
Имомназар Ходжаназаров (тадж. Имомназар Хучаназаров; 1924—2010) — председатель колхоза имени Калинина в Аштском районе Таджикской ССР, Герой Социалистического Труда (1991).
Ещё до службы в армии работал в небольшом населённом пункте Гарвон (сейчас Ошобский джамоат Аштского района Согдийской области), сначала амбарщиком в колхозе «Социализм», потом продавцом в магазине. Из армии демобилизовался в звании заместителя командира взвода. В армии вступил в ВКП(б). По возвращении к гражданской жизни был заведующим фермой мелкого рогатого скота, парторгом и заместителем председателем колхоза имени Калинина. Председателем колхоза стал в 1957 году.
Ходжаназаров сумел значительно увеличить сбор хлопка за счёт создания оросительных скважин выше Северного Ферганского канала, хотя первоначально получил выговор за свою инициативу. За время руководства Ходжаназаровым значительно увеличилась численность колхозников и их оплата.
Неоднократно избирался депутатом Верховного Совета Таджикской ССР.
В 1991 году Ходжаназарову присвоено звание Героя Социалистического Труда СССР.